# Ямище (Могилёвский район)
Я́мище (бел. Ямішча) — деревня в составе Семукачского сельсовета Могилёвского района Могилёвской области Республики Беларусь.
Традиционные деревянные крестьянские усадьбы с хозяйственными построениями поставлены около просёлочной дороги.

## Географическое положение
Расположена в 33 км к юго-западу от Могилёва, 9 км от железнодорожной станции Семукачи на линии Могилёв—Осиповичи. Рельеф равнинный, на севере граничит с лесом. Транспортные связи по местной дороге через деревни Семукачи, Олень, Кучин и дальше по шоссе Могилёв—Бобруйск. Постоянного населения нет (2007).

## История
Известна в Российской империи с XIX века.
В 1880 году сальца, 3 двора, 9 жителей.
С 20 августа 1924 года в Континском, с 21 августа 1925 года в Хоновском сельсовете Могилёвского района.
С 20 февраля 1938 года в Могилёвской области.
В 1930-е годы сельчане вступили в колхоз.
В Великую Отечественную войну с июля 1941 года до 27 июня 1944 года оккупирована немецко-фашистскими захватчиками.
С 24 июня 1954 года в Досовичском, с 4 июня 1965 года в Семукачском сельсовете в составе совхоза «Белевичи» (центр — деревня Большие Белевичи).

## Население
В 1990 году 2 хозяйства, 3 жителя.